# Митридат Хрест
Митрида́т Хрест (Хрест означает добрый, благой; родился во II пол. II века до н. э. — казнён в 115/113 году до н. э.) — понтийский принц и соправитель Понтийского царства.

## Семья
Митридат был вторым сыном царя Понта Митридата V Эвергета и Лаодики VI. Родился и вырос в отцовских владениях.
Эвергет был убит в 120 году до н. э. на пиру, проводимом в столице его царства — городе Синоп. В своём завещании он передал государство жене и двум сыновьям — Митридату VI и Хресту, а так как они были ещё детьми, страной в качестве регента правила Лаодика. Её фаворитом выступал младший сын.
Митридат VI бежал от своей матери, опасаясь за свою жизнь, и вернулся в Понт в период со 116 по 113 год до н. э. Провозгласив себя царём, он отправил Лаодику и Хреста в тюрьму. Мать умерла там от естественных причин, а младший брат — казнён за участие в заговоре против старшего брата. После их смерти Митридат VI устроил для них царские похороны.